# Dizanje utega na OI 2016.
Dizanje utega na OI 2016. u Rio de Janeiru održavalo se od 6. do 16. kolovoza. Natjecanja su se održavala u drugom paviljonu Riocentra. Ukupno je sudjelovalo 260 športaša, 156 muškaraca i 104 žene u 15 različitih kategorija. Hrvatska je imala jednog prestavnika Amara Musića u kategoriji do 85 kg gdje je osvojio 15. mjesto.

## Osvajači odličja

### Muškarci
| Kategorija | Zlato                           | Srebro                       | Bronca                        |
| 56 kg      | Long Qingquan NR Kina SR, OR    | Om Yun-chol Sjeverna Koreja  | Sinphet Kruaithong Tajland    |
| 62 kg      | Óscar Figueroa Kolumbija        | Eko Yuli Irawan Indonezija   | Farkhad Kharki Kazahstan      |
| 69 kg      | Shi Zhiyong NR Kina             | Daniyar Ismayilov Turska     | Izzat Artykov Kazahstan       |
| 77 kg      | Nijat Rahimov Kazahstan SR      | Lü Xiaojun NR Kina SR        | Mohamed Ihab Egipat           |
| 85 kg      | Kianoush Rostami Iran SR        | Tian Tao NR Kina OR          | Gabriel Sîncrăian Rumunjska   |
| 94 kg      | Sohrab Moradi Iran              | Vadzim Straltsou Bjelorusija | Aurimas Didžbalis Litva       |
| 105 kg     | Ruslan Nurudinov Uzbekistan OR  | Simon Martirosyan Armenija   | Aleksandr Zaychikov Kazahstan |
| + 105 kg   | Lasha Talakhadze Gruzija SR, OR | Gor Minasyan Armenija        | Irakli Turmanidze Gruzija     |

### Žene
| Kategorija | Zlato                        | Srebro                           | Bronca                        |
| 45 kg      | Sopita Tanasan Tajland       | Sri Wahyuni Agustiani Indonezija | Hiromi Miyake Japan           |
| 53 kg      | Hsu Shu-ching Republika Kina | Hidilyn Diaz Filipini            | Yoon Jin-hee Južna Koreja     |
| 58 kg      | Sukanya Srisurat Tajland OR  | Pimsiri Sirikaew Tajland         | Kuo Hsing-chun Republika Kina |
| 63 kg      | Deng Wei NR Kina SR, OR      | Choe Hyo-sim Sjeverna Koreja     | Karina Goricheva Kazahstan    |
| 69 kg      | Xiang Yanmei NR Kina         | Zhazira Zhapparkul Kazahstan     | Sara Ahmed Egipat             |
| 75 kg      | Rim Jong-sim Sjeverna Koreja | Darya Naumava Bjelorusija        | Lidia Valentín Španjolska     |
| + 75 kg    | Meng Suping NR Kina          | Kim Kuk-hyang Sjeverna Koreja    | Sarah Robles SAD              |